# Juliane Preisler
Juliane Preisler, född 23 juli 1959 i Köpenhamn, är en dansk författare och poet.
Julians Preisler är dotter till filosofen Peter Zinkernagel och lektor Gerd Preisler. Hon tog studentexamen från Sortedam Gymnasium 1978 och erhöll magistersgrad i litteraturvetenskap från Köpenhamns universitet 1984. Hon författardebuterade 1983 med diktsamlingen Uden. Hon har sedan dess skrivit ett stort antal romaner och diktsamlingar och är tillsammans med bl.a. Pia Tafdrup en av de ledande kvinnliga lyrikerna i Danmark sedan 1980-talet. I Preislers författarskap behandlas bl.a. existentiella frågor som berör ensamhet och längtan.
Sedan 1996 är hon gift med dramatikern Peter Asmussen.